# Leonore Ekstrand
Leonore Esther Vera Irma Ruriksdotter Ekstrand, född Petersén, född 20 september 1949 på Lidingö, är en svensk skådespelare. 
Leonore Ekstrand växte upp på Lidingö och sommartid i Båstad (Malen). 2013 blev hon nominerad till en Guldbagge för Bästa kvinnliga biroll för sin medverkan i Avalon (2011).
Hennes bror, Etienne Petersén, är far till Axel Petersén, som regisserade filmerna Avalon och Under pyramiden.

## Filmografi
- 2006 – Mathias Lithner
- 2011 – Avalon
- 2016 – Under pyramiden
- 2018 – Toppen av ingenting
- 2020 – We Got This (TV-serie)